# Виборчий округ 64
Виборчий округ 64 — виборчий округ в Житомирській області. В сучасному вигляді був утворений 28 квітня 2012 постановою ЦВК №82 (до цього моменту існувала інша система виборчих округів). Окружна виборча комісія цього округу розташовується в Коростенському міському Палаці культури імені Тараса Шевченка за адресою м. Коростень, вул. Грушевського, 3.
До складу округу входять місто Коростень, а також Коростенський, Лугинський, Овруцький і Олевський райони. Виборчий округ 64 межує з округом 66 на сході і на південному сході, з округом 65 на південному заході, з округом 155 на заході та обмежений державним кордоном з Білоруссю на півночі. Виборчий округ №64 складається з виборчих дільниць під номерами 180363-180439, 180487-180517, 180707-180781, 180783-180797, 180799-180807, 180809-180814, 180816-180821, 180823-180825, 180827-180868, 181265-181285, 181287-181299 та 181464.

## Народні депутати від округу
| Ім'я                         | Фото | Партія               | Скликання | Дата набуття повноважень | Дата припинення повноважень |
| ---------------------------- | ---- | -------------------- | --------- | ------------------------ | --------------------------- |
| Пехов Володимир Анатолійович |      | Партія регіонів      | 7-ме      | 12 грудня 2012           | 27 листопада 2014           |
| Арешонков Володимир Юрійович |      | Блок Петра Порошенка | 8-ме      | 27 листопада 2014        | 29 серпня 2019              |
| Арешонков Володимир Юрійович |      | самовисуванець       | 9-те      | 29 серпня 2019           |                             |

## Результати виборів

### Парламентські

#### 2019
Кандидати-мажоритарники:
- Арешонков Володимир Юрійович (самовисування)
- Сігачов Вячеслав Валерійович (Слуга народу)
- Пашинський Сергій Володимирович (самовисування)
- Рибинський Ігор Євгенович (Батьківщина)
- Арешков Анатолій Михайлович (самовисування)
- Науменко Віталій Анатолійович (самовисування)
- Шуляренко Олександр Володимирович (самовисування)
- Симоненко Віктор Анатолійович (самовисування)

#### 2014
Кандидати-мажоритарники:
- Арешонков Володимир Юрійович (Блок Петра Порошенка)
- Пехов Володимир Анатолійович (самовисування)
- Тимочко Тетяна Валентинівна (самовисування)
- Ковердун Сергій Анатолійович (самовисування)
- Лазаренко Анатолій Іванович (Радикальна партія)
- Ковалінський Юрій Михайлович (самовисування)
- Ярошовець Сергій Вікторович (самовисування)
- Очеретнюк Роман Васильович (самовисування)
- Дзюба Євген Миколайович (самовисування)
- Білошицький Юрій Володимирович (Опозиційний блок)
- Вербельчук Сергій Петрович (Блок лівих сил України)
- Кізюк Михайло Володимирович (Демократичний альянс)
- Пустовіт Віктор Михайлович (Сильна Україна)
- Савицький Валентин Вікторович (самовисування)

#### 2012
Кандидати-мажоритарники:
- Пехов Володимир Анатолійович (Партія регіонів)
- Тимошенко Микола Михайлович (Комуністична партія України)
- Озерчук Андрій Миколайович (Батьківщина)
- Невмержицький Анатолій Васильович (самовисування)
- Іскра Микола Миколайович (Україна — Вперед!)
- Івчук Станіслав Станіславович (самовисування)
- Карпович Віктор Васильович (Сам за себе)
- Кужко Михайло Михайлович (самовисування)
- Чорний Валерій Іванович (самовисування)

## Явка
Явка виборців на окрузі: